# Chenopodium schulzeanum
Chenopodium schulzeanum är en amarantväxtart som beskrevs av Josef Murr. Chenopodium schulzeanum ingår i släktet ogräsmållor, och familjen amarantväxter. Inga underarter finns listade i Catalogue of Life.